# Nekrolog 1437
Nekrolog
◄◄
| ◄
| 1433
| 1434
| 1435
| 1436
| 1437 | 1438 | 1439 | 1440 | 1441 | ► | ►►
Weitere Ereignisse | Allgemeiner Nekrolog 1437
Die Beschreibung der verstorbenen Person sollte so kurz wie möglich gehalten sein und nur deren signifikante Tätigkeit(en) enthalten.
Neue Namen ggf. auch unter dem Geburts- und Sterbedatum, also etwa unter 1. Januar und im Geburts- und Sterbejahr (2024) eintragen (nur bei entsprechender großer Wichtigkeit). Für Beispiele siehe die schon vorhandenen Artikel.
Außerdem über die fünf zuletzt Verstorbenen, zu denen es einen ausreichend guten Artikel für eine Präsentation auf der Hauptseite gibt, nach der todesbedingten Überarbeitung der Artikel ggf. auch unter Wikipedia Diskussion:Hauptseite informieren und sie am besten auch in den anderen Wikipedia-Sprachversionen eintragen. Tipp: Regelmäßig bei news.google.de nach „ist tot“, „gestorben“ oder „verstorben“ suchen.
Wenn eine Person gestorben ist, gibt es viele Seiten zu dieser Person in der Wikipedia, die davon auch betroffen sind und entsprechend aktualisiert werden müssen. Beispiele: Namenübersichtsseite, Geburtsjahr, Geburtsort-Seiten und viele mehr.
Wie finde ich die betroffenen Seiten?
Im Suchfeld auf der linken Seite gibt man den Suchbegriff so ein: „Vorname Nachname“. Dann klickt man auf Volltext und alle Seiten mit entsprechendem Suchtext werden aufgerufen. Hier sieht man dann schnell, wo auch das Todesjahr Sinn macht oder sogar ein Teil des Artikels angepasst werden muss. Auch hilft das „Werkzeug“ auf der linken Seite sehr gut, um solche Seiten aufzufinden: „Links auf diese Seite“. Somit ist die Wikipedia wieder aktuell in allen Bereichen! Hinweis: bei Eintragung der Kategorie „Gestorben JAHR“ wird der Missbrauchsfilter 49 ausgelöst, was jedoch nicht schlimm ist. Siehe: Spezial:Missbrauchsfilter/49
Dies ist eine Liste von im Jahr 1437 verstorbenen bekannten Persönlichkeiten. Die Einträge erfolgen innerhalb der einzelnen Daten alphabetisch sortiert. Tiere sind im Nekrolog für Tiere zu finden.

## Januar
| Tag       | Name                | Beruf, bekannt als               | Alter | Beleg |
| --------- | ------------------- | -------------------------------- | ----- | ----- |
| 3. Januar | Catherine de Valois | Mutter Heinrichs VI. von England | 35    |       |

## Februar
| Tag         | Name                    | Beruf, bekannt als                                                | Alter | Beleg |
| ----------- | ----------------------- | ----------------------------------------------------------------- | ----- | ----- |
| 3. Februar  | Niccolò Niccoli         | italienischer Humanist                                            |       |       |
| 4. Februar  | Konrad von dem Eichhorn | deutscher Schöffe und Bürgermeister der Freien Reichsstadt Aachen |       |       |
| 21. Februar | Jakob I.                | König von Schottland                                              | 42    |       |

## März
| Tag      | Name                              | Beruf, bekannt als                                                      | Alter | Beleg |
| -------- | --------------------------------- | ----------------------------------------------------------------------- | ----- | ----- |
| 22. März | Johann III. von Diepholz          | deutscher römisch-katholischer Bischof                                  |       |       |
| 24. März | Jean de Rochetaillée              | Bischof von Genf und Paris, Erzbischof von Besançon und Rouen, Kardinal |       |       |
| 26. März | Walter Stewart, 1. Earl of Atholl | schottischer Adliger und Verschwörer                                    |       |       |

## April
| Tag       | Name               | Beruf, bekannt als                                                    | Alter | Beleg |
| --------- | ------------------ | --------------------------------------------------------------------- | ----- | ----- |
| 14. April | Giovanni Benedetti | italienischer Ordensgeistlicher (Dominikaner) und Bischof von Treviso |       |       |
| 17. April | Andreas dei Benzi  | römisch-katholischer Geistlicher                                      |       |       |

## Mai
| Tag     | Name                            | Beruf, bekannt als                                                            | Alter | Beleg |
| ------- | ------------------------------- | ----------------------------------------------------------------------------- | ----- | ----- |
| 2. Mai  | Gjon Kastrioti I.               | albanischer Fürst                                                             |       |       |
| 6. Mai  | Bolko IV.                       | Herzog von Oppeln; Herzog von Falkenberg, Herzog von Strehlitz (1366/75–1382) |       |       |
| 10. Mai | Johannes Blumstein              | Patrizier und Diplomat aus Straßburg                                          |       |       |
| 18. Mai | Konrad VII. von Soest           | Bischof von Regensburg                                                        |       |       |
| 22. Mai | Jean de Villiers de L’Isle-Adam | Marschall von Frankreich                                                      |       |       |

## Juli
| Tag      | Name                | Beruf, bekannt als                                                         | Alter | Beleg |
| -------- | ------------------- | -------------------------------------------------------------------------- | ----- | ----- |
| 9. Juli  | Johanna von Navarra | navarresische Prinzessin, Herzogin von Bretagne, Queen Consort von England |       |       |
| 14. Juli | Adolf               | Herzog von Berg und von Jülich                                             |       |       |

## August
| Tag        | Name          | Beruf, bekannt als | Alter | Beleg |
| ---------- | ------------- | ------------------ | ----- | ----- |
| 28. August | Ulrich Putsch | Bischof von Brixen |       |       |

## September
| Tag          | Name             | Beruf, bekannt als        | Alter | Beleg |
| ------------ | ---------------- | ------------------------- | ----- | ----- |
| 9. September | Lucido Conti     | italienischer Geistlicher | 48    |       |
| 9. September | Jan Roháč z Dubé | böhmischer Adliger        |       |       |

## Oktober
| Tag         | Name                              | Beruf, bekannt als                                          | Alter | Beleg |
| ----------- | --------------------------------- | ----------------------------------------------------------- | ----- | ----- |
| 14. Oktober | Simon von Utrecht                 | Hamburger Schiffshauptmann und Bürgermeister im Mittelalter |       |       |
| 24. Oktober | Johann V.                         | Graf von Sponheim                                           |       |       |
| 29. Oktober | Antonio Fluvian de la Riviere     | aragonesischer Adliger und Großmeister des Johanniterordens |       |       |
| Oktober     | William Douglas, 2. Earl of Angus | schottischer Adliger                                        |       |       |

## Dezember
| Tag          | Name                                                  | Beruf, bekannt als                          | Alter | Beleg |
| ------------ | ----------------------------------------------------- | ------------------------------------------- | ----- | ----- |
| 9. Dezember  | Sigismund                                             | römisch-deutscher Kaiser                    | 69    |       |
| 11. Dezember | Erkinger I. von Seinsheim, Freiherr von Schwarzenberg | deutscher Adeliger, Stifter                 |       |       |
| Dezember     | Heinrich von Böckenförde                              | Landmeister des deutschen Ordens in Livland |       |       |

## Datum unbekannt
| Tag | Name                    | Beruf, bekannt als                                    | Alter | Beleg |
| --- | ----------------------- | ----------------------------------------------------- | ----- | ----- |
|     | Diviš Bořek z Miletínka | Feldhauptmann der Hussiten in Ost- und Mittelböhmen   |       |       |
|     | Eberhard Moyelke        | Ratsherr der Hansestadt Lübeck                        |       |       |
|     | Nikolaus IV.            | Herzog von Troppau, Herr auf Zuckmantel               |       |       |
|     | Hans von Polenz         | Landvogt der Niederlausitz                            |       |       |
|     | Erik Puke               | Anführer eines Aufstands in Schweden                  |       |       |
|     | Johann von Quitzow      | Raubritter                                            |       |       |
|     | Nicolaus Tirmann        | Dresdner Ratsherr und Bürgermeister                   |       |       |
|     | Ulrich von Richental    | Historiograph des Konstanzer Konzils                  |       |       |
|     | Tidemann Tzerntien      | deutscher Kaufmann und Ratsherr der Hansestadt Lübeck |       |       |